# 堂ノ脇恭子
堂ノ脇 恭子 （どうのわき きょうこ、1965年1月4日 - ）は、日本の女優、声優。劇団BDP児童劇団「大きな夢」講師。オフィス・エイツー所属。神奈川県出身。
劇団四季に4年間在籍し、1987年退団。

## 出演

### テレビドラマ
- リトルステップ（1990年、TBS）
- ラブの贈りもの（1996年、TBS） - 佐々木智子 役
- 100億の男（1995年、フジテレビ） - 佐野由起子 役
- リング〜事故か!変死か!4つの命を奪う少女の怨念（1995年、フジテレビ） - 山村志津子 役
- 世にも奇妙な物語'96 秋の特別編「すみません、握手して下さい」（1996年） - 波の浜の妻 役
- 千年王国III銃士ヴァニーナイツ（1999年、テレビ朝日） - ありすの母 役
- ストレートニュース（2000年、日本テレビ） - 大川の妻 役
- HERO（2001年、フジテレビ）
- 西遊記（2006年、フジテレビ）
- 戦場のガールズライフ（2007年、BSフジ） - 希奈子の母 役

### 映画
- 私を抱いてそしてキスして（1992年） - 常本かおり 役
- 高校教師（1993年）
- 日本一短い母への手紙（1995年）
- 北京原人 Who are you?（1997年）
- モスラ3 キングギドラ来襲（1998年） - 小学校の音楽教師 役[4]
- 8.1（2005年） - 朝比奈美奈子 役

### 舞台
- 賢者の贈り物（1989年） - 主演・デラ 役
- おお！活動狂時代（1989年） - ドロシー 役
- 香港ラプソディ（1993年） - 百蓮 役
- 太平洋序曲（2002年） - 将軍の妻 役
- ONLY ONE（2003年） - 主演・冬子 役
- FAME（2003年） - カルメン 役
- キャバレー（2004年） - フリッツィ役
- 櫛名田姫（2004年） - 主演・櫛名田姫 役
- SISTERS（2008年） - 三田村操子 役
- サンデー・イン・ザ・パーク・ウィズ・ジョージ（2009年） - フリーダ 役
- ノーマ・ジーンとマリリン・モンロー（2010年）
- ドラキュラ（2011年） - コロス として

### テレビアニメ
- ポポロクロイス物語（1998年） - サニア・パカプカ 王妃 役
- こちら葛飾区亀有公園前派出所（2000年） - 電極冷 役
- おジャ魔女どれみシリーズ 
  - おジャ魔女どれみ（1999年）- 横川信子、桜の木役
  - おジャ魔女どれみ♯（2000年）- 横川信子、廃校事件3番目の被害者、女子 役
  - も〜っと!おジャ魔女どれみ（2001年）- 森川だい[7]、横川信子、幼女 役
  - おジャ魔女どれみドッカ〜ン!（2002年）- 森川だい、横川信子、武生北小学校の女子B役
- 明日のナージャ（2003年） - ヒルダ 役
- 電脳コイル（2007年） - マイコ先生 役
- ハピネスチャージプリキュア!（2014年） - 愛乃かおり 役

### 劇場アニメ
- 映画 プリキュアオールスターズ みんなで歌う♪奇跡の魔法!（2016年） - 魔法の先生 役

### OVA
- おジャ魔女どれみナ・イ・ショ（2004年） - 森川だい 役

### ゲーム
- ポポロクロイス物語 ナルシアの涙と妖精の笛（2018年） - ナレーション[8]

### ドラマCD
- おジャ魔女どれみ16（2013年） - 横川信子 役